# Miiaste
Miiaste – wieś w Estonii, w prowincji Põlva, w gminie Põlva.